# Kim Vilfort
Kim Vilfort, né le 15 novembre 1962 à Valby, est un footballeur danois. 
Joueur emblématique du Brøndby IF au poste de milieu de terrain, il remporte avec l'équipe du Danemark le Championnat d'Europe de 1992.

## Biographie
Vilfort fait ses débuts au football au Skovlunde IF (en), comme attaquant. En 1979, il est appelé en équipe nationale des moins de 17 ans, et les deux années suivantes en moins de 19 ans. En 1981, il est recruté par le BK Frem Copenhague, en Division 2 danoise. Le club est promu en championnat du Danemark en 1983 et Vilfort brille. International espoir en 1982 et 1983, il s'impose comme un buteur prometteur du championnat danois et fait ses débuts en sélection nationale en octobre 1983. 
À l'été 1985, il est recruté par le Lille OSC. Sa saison en France est décevante (il ne marque qu'un but en championnat lors de la saison 1985-1986) et il rentre un an plus tard au Danemark, au Brøndby IF, où il joue comme milieu offensif. Il y réalise les douze dernières saisons de sa carrière sportive. Il y dispute 470 matchs toutes compétitions confondues, remporte sept fois le championnat et trois fois la Coupe du Danemark. L'année 1991 est particulièrement réussie : Brøndby atteint les demi-finales de la Coupe UEFA (perdues face à l'AS Rome), remporte les deux premières éditions de la Superligaen (en 1991 et 1991-1992), le nouveau championnat danois, et Vilfort est élu « footballeur danois de l'année (en) » par ses pairs. Il termine sa carrière à Brøndby en 1998 sur un bilan de 470 matchs et 121 buts toutes compétitions confondues.
À Brøndby, Vilfort retrouve la sélection à partir de mai 1987. Toujours sélectionné en équipe nationale, il participe aux championnats d'Europe de 1988, 1992 et 1996. Il remporte l'édition 1992, au cours de laquelle il marque le second but en finale face à l'Allemagne. Le drame personnel qu'il vit simultanément avec la maladie de sa fille (qui meurt finalement peu de temps après le tournoi) émeut les médias,. Il annonce la fin de sa carrière internationale après l'Euro 1996, sur un bilan de 77 sélections et 14 buts avec le Danemark,.
Après sa retraite sportive, Vilfort intègre l'équipe technique du Brøndby IF et se trouve chargé de la formation.

## Palmarès

### En club
- Champion du Danemark en 1987, en 1988, en 1990, en 1991, en 1996, en 1997 et en 1998 avec Brøndby IF
- Vainqueur de la Coupe du Danemark en 1989, en 1994 et en 1998 avec Brøndby IF

### EnÉquipe du Danemark
- 77 sélections et 14 buts entre 1983 et 1996
- Champion d'Europe des Nations en 1992
- Participation au Championnat d'Europe des Nations en 1988 (Premier Tour), en 1992 (Vainqueur) et en 1996 (Premier Tour)

### Distinction individuelle
- Élu meilleur joueur danois de l'année en 1991